# Kanton Bain-de-Bretagne
Der Kanton Bain-de-Bretagne (bretonisch Kanton Baen-Veur) ist seit 1790 ein französischer Wahlkreis im Arrondissement Redon, im Département Ille-et-Vilaine und in der Region Bretagne; sein Hauptort ist Bain-de-Bretagne.

## Geschichte
Der Kanton entstand am 15. Februar 1790. Von 1801 bis 2015 gehörten neun Gemeinden zum Kanton Bain-de-Bretagne (bis 1894 nur Kanton Bain). Mit der Neuordnung der Kantone in Frankreich stieg die Zahl der Gemeinden 2015 auf 20. Die Gemeinde Messac wechselte 2015 zum Kanton Redon. Zu den verbleibenden 8 der 9 Gemeinden des alten Kantons Bain-de-Bretagne kamen alle 8 Gemeinden des bisherigen Kantons Le Sel-de-Bretagne und alle 4 Gemeinden des bisherigen Kantons Grand-Fougeray hinzu.

## Lage
Der Kanton liegt im Süden des Départements Ille-et-Vilaine.

## Gemeinden

### Kanton Bain-de-Bretagne seit 2015
Der Kanton besteht aus 20 Gemeinden mit insgesamt 32.801 Einwohnern (Stand: 1. Januar 2022) auf einer Gesamtfläche von 461,85 km²:
| Gemeinde                 | Gallo                  | Bretonisch            | Einwohner (2022) | Fläche (km²) | Code postal | Code Insee |
| ------------------------ | ---------------------- | --------------------- | ---------------- | ------------ | ----------- | ---------- |
| Bain-de-Bretagne         | Boéin                  | Baen-Veur             | 7.704            | 64,77        | 35470       | 35012      |
| Chanteloup               | Chaunteló              | Kantlou               | 1.881            | 17,53        | 35150       | 35054      |
| Crevin                   | Créven                 | Kreven                | 2.790            | 8,31         | 35320       | 35090      |
| Ercé-en-Lamée            | Erczaé                 | Herzieg-Mez           | 1.568            | 39,21        | 35620       | 35106      |
| Grand-Fougeray           | Graund-Foujeraè        | Felgerieg-Veur        | 2.523            | 55,42        | 35390       | 35124      |
| La Bosse-de-Bretagne     | La Bocz                | Bosenn                | 691              | 10,21        | 35320       | 35030      |
| La Couyère               | La Cóyèrr              | Ar Gouer              | 447              | 11,72        | 35320       | 35089      |
| La Dominelais            | -                      | Doveneleg             | 1.414            | 32,45        | 35390       | 35098      |
| Lalleu                   | Laloe                  | An Alloz              | 581              | 15,47        | 35320       | 35140      |
| La Noë-Blanche           | La Nóe-Blaunch         | Ar Wazh-Wenn          | 1.007            | 23,18        | 35470       | 35202      |
| Le Petit-Fougeray        | Le Petit-Foujeraè      | Felgerieg-Vihan       | 886              | 8,95         | 35320       | 35218      |
| Le Sel-de-Bretagne       | Le Saèu                | Ar Sal                | 1.102            | 8,10         | 35320       | 35322      |
| Pancé                    | Panczaé                | Pantieg               | 1.171            | 19,33        | 35320       | 35212      |
| Pléchâtel                | Ploechastèu            | Plegastell            | 2.796            | 36,32        | 35470       | 35221      |
| Poligné                  | Polinyae               | Polinieg              | 1.245            | 9,24         | 35320       | 35231      |
| Sainte-Anne-sur-Vilaine  | Saentt-Ann-sur-Vilaèyn | Santez-Anna-ar-Gwilen | 1.032            | 28,57        | 35390       | 35249      |
| Saint-Sulpice-des-Landes | -                      | Sant-Suleg-al-Lann    | 827              | 11,19        | 35390       | 35316      |
| Saulnières               | Saunierr               | Saoner                | 798              | 10,34        | 35320       | 35321      |
| Teillay                  | Teilhàe                | Tilheg                | 1.103            | 26,21        | 35620       | 35332      |
| Tresbœuf                 | Tresboe                | Trevo                 | 1.235            | 25,33        | 35320       | 35343      |
| Kanton Bain-de-Bretagne  | Boéin                  | Baen-Veur             | 32.801           | 461,85       | -           | 3502       |

### Kanton Bain-de-Bretagne bis 2015
Der Kanton Bain-de-Bretagne bestand aus neun Gemeinden auf einer Fläche von 268,21 km². Diese waren: Bain-de-Bretagne (Hauptort), Crevin, Ercé-en-Lamée, Messac, La Noë-Blanche, Pancé, Pléchâtel, Poligné und Teillay.

## Bevölkerungsentwicklung
| 1962   | 1968   | 1975   | 1982   | 1990   | 1999   | 2006   | 2012   |
| ------ | ------ | ------ | ------ | ------ | ------ | ------ | ------ |
| 12.798 | 13.028 | 13.367 | 14.265 | 14.819 | 15.922 | 19.593 | 21.486 |

## Politik
Im 1. Wahlgang am 22. März 2015 erreichte keines der vier Wahlpaare die absolute Mehrheit. Bei der Stichwahl am 29. März 2015 gewann das Gespann Nadine Dréan (DVD)/Yvon Mellet (MoDem) gegen Marie Desoize/Thomas Jourdain (beide FN) mit einem Stimmenanteil von 68,81 % (Wahlbeteiligung:51,50 %).
Seit 1945 hatte der Kanton folgende Abgeordnete im Rat des Départements:
| Vertreter im conseil général des Départements | Vertreter im conseil général des Départements | Vertreter im conseil général des Départements |
| Amtszeit                                      | Name                                          | Partei                                        |
| --------------------------------------------- | --------------------------------------------- | --------------------------------------------- |
| 1945–1954                                     | Constant Hubert (père=Vater)                  | RPF                                           |
| 1954–1992                                     | Constant Hubert (fils=Sohn)                   | RPF, dann CNIP                                |
| 1992–2003                                     | Georges Magnant                               | UDF, dann UMP                                 |
| 2001–2011                                     | Jean-Claude Vigour                            | UMP                                           |
| 2011–2015                                     | Yvon Mellet                                   | MoDem                                         |
| 2015–                                         | Nadine Dréan Yvon Mellet                      | DVD MoDem                                     |